# Barberino Tavarnelle
Barberino Tavarnelle ist eine italienische Gemeinde (comune) in der Metropolitanstadt Florenz in der Toskana.

## Geografie

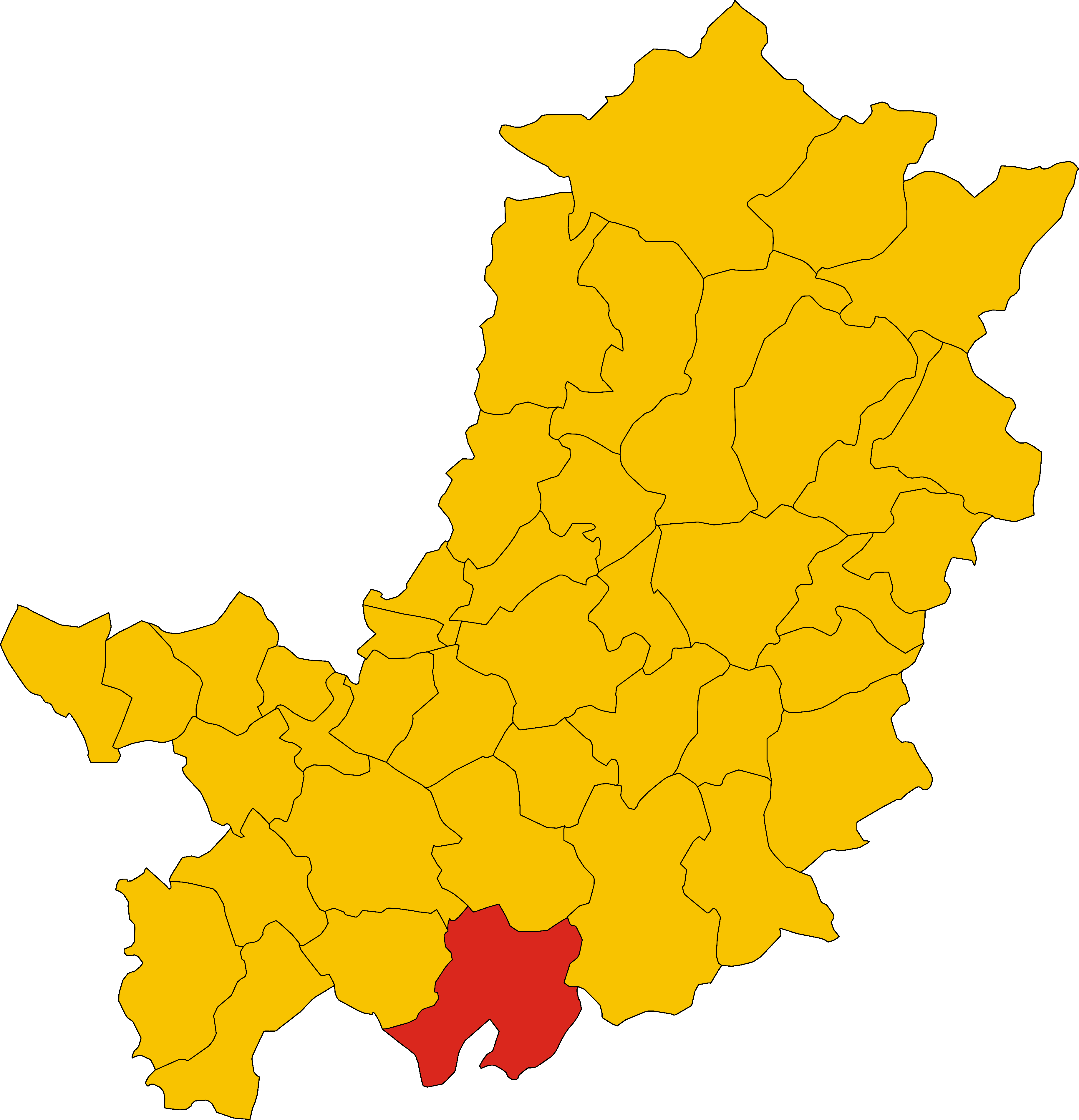
Lage der Gemeinde in der Metropolitanstadt Florenz

Die Gemeinde liegt etwa 30 km südsüdwestlich der Provinz- und Regionalhauptstadt Florenz. Barberino Tavarnelle liegt im Gebiet des Chianti, durch das Gemeindegebiet fließen die Flüsse Elsa und Pesa. Durch die Zusammenlegung der Gemeinde erreicht das Gemeindegebiet eine Fläche von etwa 123 km².
Zu den größten Ortsteilen gehören Barberino Val d’Elsa, Tavarnelle Val di Pesa, Sambuca Val di Pesa und San Donato in Poggio. Weitere wichtige Ortsteile sind Badia a Passignano (341 m), Linari (225 m), Petrognano (284 m), Ponzano (301 m), Sant’Appiano (280 m) und Tignano (334 m).
Zu den Nachbargemeinden gehören Castellina in Chianti (SI), Certaldo, Greve in Chianti, Montespertoli, Poggibonsi (SI), San Casciano in Val di Pesa und San Gimignano (SI).

## Geschichte

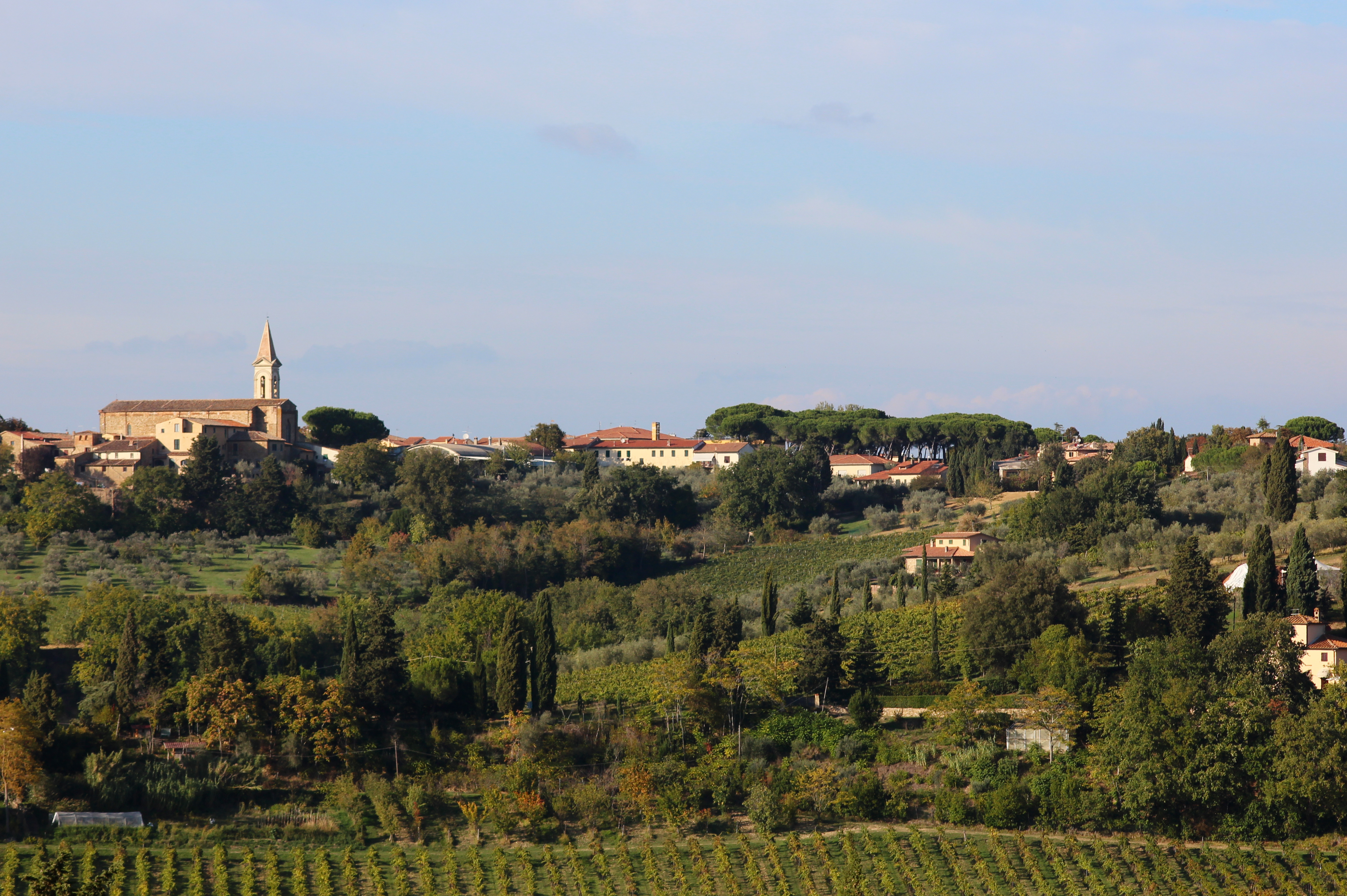
Blick auf Tavarnelle Val di Pesa

Bis zum 1. Mai 1893 gehörten die beiden Orte zusammen, dann spaltete sich Tavarnelle Val di Pesa von Barberino Val d’Elsa ab und wurde eigenständige Gemeinde.
Die neue Gemeinde entstand zum 1. Januar 2019 durch den Zusammenschluss der vorher eigenständigen Gemeinden Barberino Val d’Elsa und Tavarnelle Val di Pesa. Bei der Abstimmung zu der Gemeindefusion am 11. und 12. November 2018 stimmten in Barberino Val d’Elsa 67,74 % (bei 54,35 % Wahlbeteiligung) und in Tavarnelle Val di Pesa 82,06 % (bei 49,09 % Wahlbeteiligung) für die Fusion. Im Gesamtergebnis sprachen sich 3688 gültige Stimmen (76,51 %) für die Vereinigung der Gemeinden aus, die mit dem Gesetz Legge Regionale n.63 del 26 novembre 2018 entstand.

## Verkehr
- Der Ort hat die Anschlussstellen San Donato und Tavarnelle Val di Pesa an der RA 3, die Florenz mit Siena verbindet.